# Taku, Saga
Taku (多久市 Taku-shi, Đa Cửu) là một thành phố thuộc tỉnh Saga, Nhật Bản. thành phố được thành lập ngày 01 tháng 5 năm 1954.

## Thành phố kết nghĩa
- - Khúc Phụ, Trung Quốc